# Имански шарти
Имански шарти арап. الإيمان су шест стубова вјеровања, односно припадности исламу. Особа која срцем прихваћа, односно вјерује у тих шест ствари је муслиман. Тих шест стубова вјере је:
- Да вјерујеш у Аллаха
- Његове  мелеке (анђеле)
- Његове китабе (књиге)
- Његове посланике
- Судњи дан и
- Вјеровање да је одредба, добра и лоша, од Узвишеног Аллаха;